# 1073 км (зупинний пункт)
1073 кіломе́тр — пасажирська зупинна залізнична платформа Донецької дирекції Донецької залізниці. Розташована в с. Каютине, Бахмутський район, Донецької області на лінії Кринична — Вуглегірськ між станціями Волинцеве (6 км) та Вуглегірськ (3 км).
Через військову агресію Росії на сході Україні транспортне сполучення припинене.